# خاتون (فیلم)
خاتون فیلمی به کارگردانی و نویسندگی رضا میرلوحی محصول سال ۱۳۵۶ خورشیدی است. این فیلم محصول «استودیو مهرگان فیلم» به تهیه‌کنندگی نعمت‌اله رفیعی می‌باشد.

## خلاصه داستان
ملک که با همسرش زرین تاج و دختر معتادش فریبا زندگی می‌کند، در آستانهٔ ورشکستگی است...

## بازیگران
بازیگران به ترتیب نمایش در عنوان‌بندی ابتدایی فیلم:
1. فرامرز قریبیان
2. هاله نظری به نقش خاتون
3. احمد قدکچیان
4. نادره (حمیده خیرآبادی)
5. نعمت‌الله گرجی
6. محسن مهدوی
7. رزا مهدوی
8. راجرز
9. علی‌اکبر مهدوی‌فر
10. یاقوتی
11. غمخوار
12. خشایار
13. اصغر آقاخانی

## تولید فیلم
شهریور ۱۳۵۵: انجام مراحل تدوین فیلم توسط رضا میرلوحی

## گروه موسیقی فیلم
- موزیک متن: روبیک منصوری
- تنظیم آهنگها: علی درخشان
- خواننده: عهدیه